# Anton Kržan
Anton Kržan lub Antun Kržan (ur. 8 czerwca 1835 w Opalzniku (župa Marija Gorica), zm. 6 listopada 1888 w Zagrzebiu) – chorwacki filozof, profesor, rektor Uniwersytetu w Zagrzebiu.

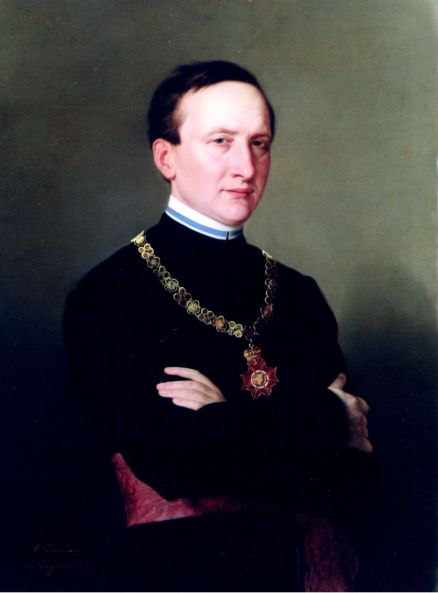
Anton Kržan, 1877 obraz Antonio Zuccaro

## Życiorys
Otrzymał tytuł doktora filozofii w 1859 roku w Rzymie. Święcenia kapłańskie przyjął w 1862 roku, a rok później obronił doktorat w dziedzinie teologii z notą summa cum laude, również w Rzymie. Po powrocie do Zagrzebia, wykładał metafizykę i spekulacyjną dogmatykę na Arcybiskupim Seminarium Duchownym od 1874 do 1880. Od 1874 wykładał jako profesor na Wydziale Teologii Uniwersytetu w Zagrzebiu. Profesor Kržan był trzecim rektorem Uniwersytetu w Zagrzebiu, w roku akademickim 1876/1877, pierwszym z Wydziału Teologii.
Kržan pisał prace poświęcone stworzeniu i rozwojowi świata organicznego. Był  zagorzałym przeciwnikiem darwinizmu. Był to również temat jego inauguracyjnej przemowy rektorskiej, 19 października 1876 roku. Po upływie swojej kadencji rektora, pełnił funkcję prorektora. Przez dwie kadencje był  dziekanem Wydziału Teologicznego. Jego najsłynniejsze dzieło, O postanku čovjeka po posljedak mudroslovnih i naravoslovnih znanosti (1874 tom I, 1877 tom II) , poświęcone było krytyce teorii ewolucji.
Zmarł nagle, we własnym domu w Zagrzebiu, 6 listopada 1888 roku. Został pochowany na Cmentarzu Mirogoj.
W specjalnej sali w Uniwersytecie w Zagrzebiu, znajdują się wszystkie portrety rektorów, z wyjątkiem portretu Kržana. Jego portret, wykonany przez malarza z Triestu, Antonio Zuccaro znajduje się w Muzeum Miasta Zagrzebia, gdzie został przekazany przez osobę prywatną.